# Copa México 1938-39
La Copa México 1938-39 fue la 22ª edición del torneo de copa, el 6 bajo la denominación de Copa México, el ganador de este certamen due el Club de Fútbol Asturias, ganando su sexto título copero ante el Real Club España.

## Primera ronda
Jugado el 6 de agosto
| Equipo 1    | Resultado | Equipo 2     |
| ----------- | --------- | ------------ |
| Asturias    | 7-0       | Club América |
| Club Necaxa | 5-3       | Marte        |

## Fase Final
|  | Semifinales 13 de agosto | Semifinales 13 de agosto | Semifinales 13 de agosto |          |                  | Final 15 de julio | Final 15 de julio | Final 15 de julio |  |
|  |                          |                          |                          |          |                  |                   |                   |                   |  |
|  |                          |                          |                          |          |                  |                   |                   |                   |  |
|  | Real Club España         | Real Club España         | 6                        |          |                  |                   |                   |                   |  |
|  | Real Club España         | Real Club España         | 6                        |          |                  |                   |                   |                   |  |
|  | Atlante FC               | Atlante FC               | 3                        |          |                  |                   |                   |                   |  |
|  | Atlante FC               | Atlante FC               | 3                        |          | Real Club España | Real Club España  | 1                 |                   |  |
|  |                          |                          |                          |          | Real Club España | Real Club España  | 1                 |                   |  |
|  |                          |                          | Asturias                 | Asturias | 4                |                   |                   |                   |  |
|  | Asturias                 | Asturias                 | Asturias                 | Asturias | 4                | 7                 |                   |                   |  |
|  | Asturias                 | Asturias                 |                          |          |                  | 7                 |                   |                   |  |
|  | Club Necaxa              | Club Necaxa              | 2                        |          |                  |                   |                   |                   |  |
|  | Club Necaxa              | Club Necaxa              | 2                        |          |                  |                   |                   |                   |  |
|  |                          |                          |                          |          |                  |                   |                   |                   |  |

|                             |
| Asturias Campeón 6º título. |